# Tarta tarta hey
Tarta tarta hey es un cortometraje español, dirigido por La Cuadrilla (bajo el alias de "Escuadrón Suflé") y estrenado en 1987, que se rodó íntegramente en Rentería y San Sebastián.

## Ficha técnica
1987. Título:"Tarta tarta hey" . Duración 9 minutos. Formato de proyección 16/9. Producción: Flavio Martínez Labiano. Negativo en Filmoteca española. Se hizo una copia con doblaje al Euskera

## Datos
- Guion y Dirección: Escuadrón Suflé. Alias de La Cuadrilla
- Producción: Flavio Mtnez. Labiano.
- Fotografía: Flavio Mtnez. Labiano.
- Ayudantes de cámara: Txepe Lara.
- Montaje: Cristina Otero.
- Música: Los Ramuntxos
- Intérpretes: Aitor Larruscain (el borracho), Ramón Agirre (el jefe de los pasteleros capullos), José López (el jefe de los pasteleros broncas), José Mari Clavel, Mikel Garmendia y J. M. Ferrer (autoridades) y los pasteleros de la Asociación Donostiarra de Pastelería (Juancar, Wiso, Miguel Vidal, Pogüi, Alberto, Félix)

## Sinopsis
“Una tarta en la cara es algo maravilloso.” (Mack Sennett) 

## Formatos editados
- DVD: La cuadrilla antes de la cuadrilla (Suevia 2005)

- Datos: Q6139081